# C/2006 M4 (SWAN)
Kometa SWAN (oficjalne oznaczenie C/2006 M4) – kometa jednopojawieniowa, którą odkryto w 2006 roku.

## Odkrycie komety
Kometa ta została odkryta niezależnie przez Roberta Matsona z Irvine w Kalifornii oraz Michaela Mattiazzo z Adelaide w Australii na ogólnodostępnych w internecie zdjęciach z sondy-obserwatorium SOHO. Odkrycie miało miejsce w dniu 20 czerwca 2006 roku.

## Orbita komety
C/2006 M4 (SWAN) porusza się po orbicie w kształcie hiperboli o mimośrodzie 1,00018. Jest to obiekt jednopojawieniowy, pochodzący spoza Układu Słonecznego – po zbliżeniu się do Słońca nigdy więcej już do niej nie powróci. Przez peryhelium kometa przeszła 28 września 2006 roku w odległości 0,783 j.a. od Słońca. Jej prędkość orbitalna w momencie przejścia przez peryhelium wynosiła 47,6 km/s. Nachylenie jej orbity do ekliptyki wynosi 111,82˚.

## Właściwości fizyczne
Kometa SWAN wykazywała dość dużą aktywność. Osiągnęła swą największą jasność obserwowaną (4m) już po przejściu przez peryhelium i stała się możliwa do obserwacji gołym okiem. Nagłe jej pojaśnienie nastąpiło 28 października 2006 roku. Później kometa stopniowo traciła na swej jasności.